# Zephronia feae
Zephronia feae är en mångfotingart som beskrevs av Pocock 1890. Zephronia feae ingår i släktet Zephronia och familjen Zephroniidae. Inga underarter finns listade i Catalogue of Life.